# Top of the World (песня Van Halen)
«Top of the World» (с англ. — «Вершина мира») — тридцать четвёртый в общем и третий с альбома For Unlawful Carnal Knowledge сингл хард-рок-группы Van Halen, выпущенный в октябре 1991 года на лейбле Warner Bros.

## О сингле
Это один из шести синглов, выпущенных для альбома, и он провёл четыре недели подряд на вершине чарта Billboard Hot Mainstream Rock Tracks в США, став их восьмым номером один в этом чарте. Это был единственный сингл с альбома, который вошёл в топ-40 на Billboard Hot 100, достигнув пика на #27.
Композиция была записана в начале 1991 года, однако основной рифф для этой песни впервые прозвучал вживую ещё во время мирового турне Van Halen 1979 года во время исполнения «Dance the Night Away».
При записи трека Эдди Ван Хален использовал свою новую фирменную гитару Ernie Ball Music Man и новые усилители Peavey 5150. Это была также одна из первых песен Van Halen, где использовалась педаль wah-wah.
В записи также принял участие гитарист группы Toto — Стива Люкатера. В треклисте For Unlawful Carnal Knowledge «Top of the World» занял последнее место, в концертном альбоме Live: Right Here, Right Now она также стала последней сыгранной песней. Позднее она исполнялась в турне Ambulance к альбому Balance и, после воссоединения оригинального состава, в туре 2004 года.

## Список композиций
7" синг Англия
| №  | Название           | Длительность |
| -- | ------------------ | ------------ |
| 1. | «Top of the World» | 3:52         |

| №  | Название     | Длительность |
| -- | ------------ | ------------ |
| 1. | «In ’n’ Out» | 6:04         |

12" синг Англия, Германия
| №  | Название                         | Длительность |
| -- | -------------------------------- | ------------ |
| 1. | «Top of the World»               | 3:52         |
| 2. | «Why Can’t This Be Love» (Remix) | 5:00         |

| №  | Название         | Длительность |
| -- | ---------------- | ------------ |
| 1. | «When It’s Love» | 5:39         |
| 2. | «Dreams»         | 4:55         |

7" синг США
| №  | Название           | Длительность |
| -- | ------------------ | ------------ |
| 1. | «Top of the World» | 3:55         |

| №  | Название    | Длительность |
| -- | ----------- | ------------ |
| 1. | «Poundcake» | 5:21         |

## Участники записи
- Сэмми Хагар — вокал
- Эдди Ван Хален — электрогитара, бэк-вокал
- Майкл Энтони — бас-гитара, бэк-вокал
- Алекс Ван Хален — ударные

Приглашённые музыканты:
- Стив Люкатер — бэк-вокал